# Rosie the Riveter
Rosie the Riveter is een Amerikaans symbool voor de Amerikaanse vrouwen die tijdens de Tweede Wereldoorlog in de fabrieken werkten, ter vervanging van de mannen die in het leger dienden. Rosie the Riveter staat symbool voor het feminisme en de economische kracht van vrouwen.
'Rivet' is Engels voor klinknagel. Een 'riveter' is iemand die klinknagels slaat. Rosie the Riveter werd voor het eerst vermeld in 1942 in een gelijknamig liedje geschreven door Redd Evans en John Jacob Loeb. Canada ging de VS voor met zijn Ronnie, the Bren Gun Girl en in het Verenigd Koninkrijk was er in die periode sprake van canary girls of munitionettes in de munitie-industrie.

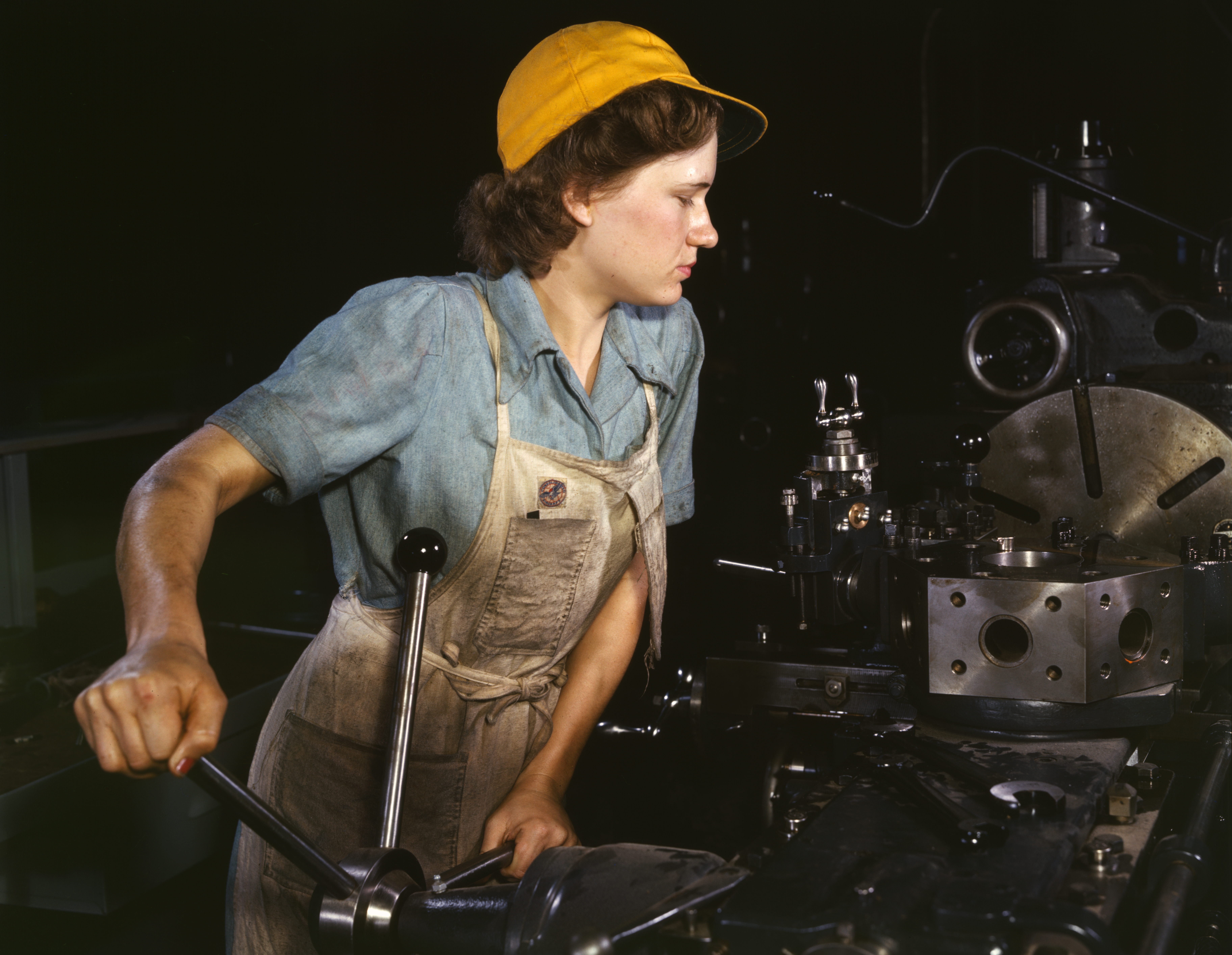
Een "Rosie" aan het werk met een revolverkopdraaibank in Fort Worth in 1942.
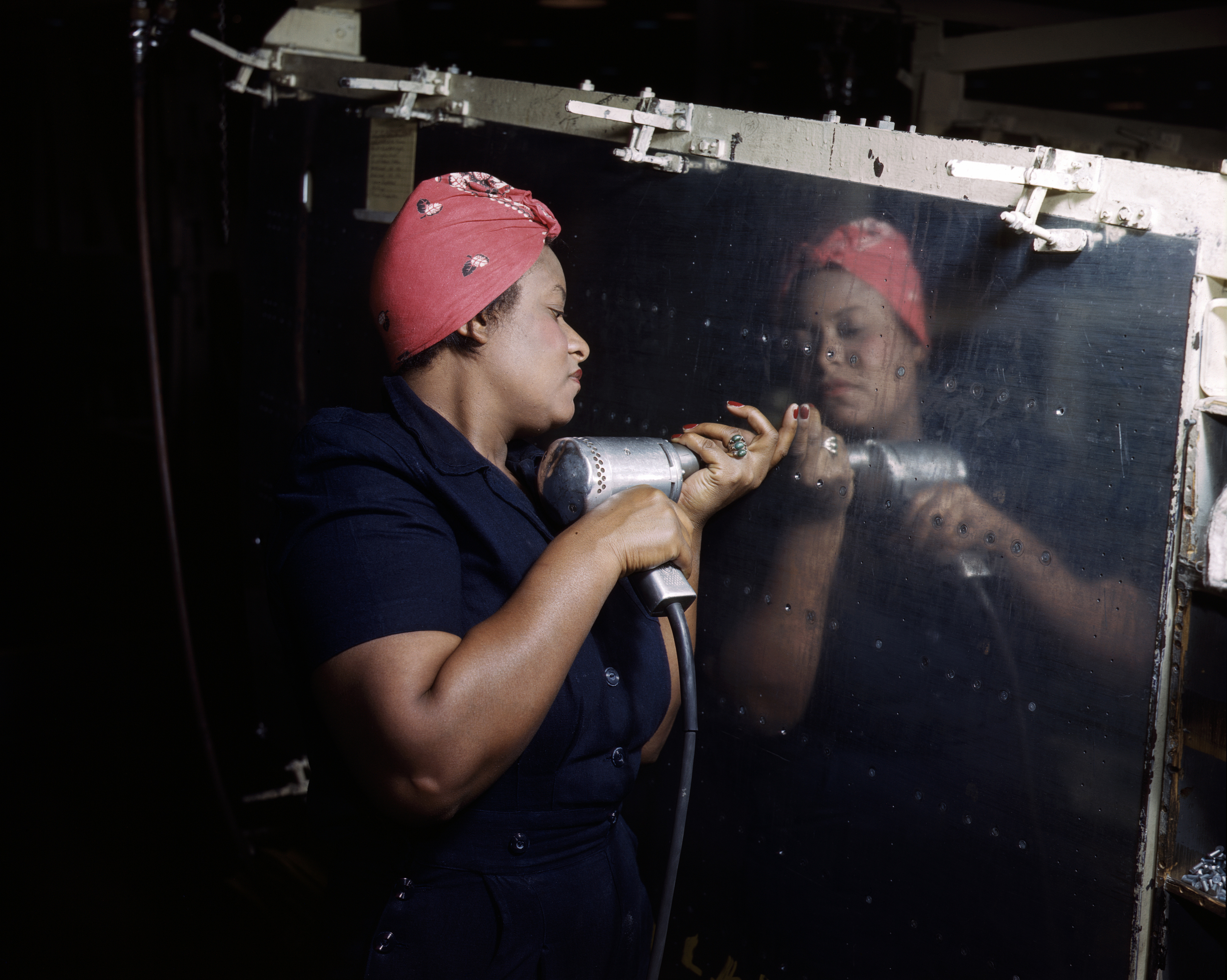
Een "Rosie" werkt aan een Vultee A-31 Vengeance-bommenwerper in Nashville 1943.

## Vernoeming
De testdummy die Boeing tijdens de eerste testvlucht van de ruimtecapsule Starliner aan boord heeft is Rosie genoemd naar Rosie the Riveter.